# Florinda Donner
Florinda Donner (Caracas, 15 de febrero de 1944 - desaparecida en California el 29 de abril de 1998) fue una escritora, antropóloga y gurú venezolana, conocida como una de las tres «brujas» del gurú y escritor Carlos Castaneda (1925-1998).

## Biografía
Su padre era un inmigrante alemán y se llamaba Rudolf Thal.
Su madre era una inmigrante sueca llamada Carolina Claussnitzer.
De acuerdo con el documento de petición de divorcio, de 1972, Regina Thal se casó el 7 de diciembre de 1966 con Edward M. Steiner (un ingeniero petrolero de Houston) en Ciudad Juárez (México).
En septiembre de 1970 ingresó en la carrera de antropología en la Universidad de California en Los Ángeles (UCLA). Presumiblemente se le dio crédito por clases tomadas en otra universidad, ya que obtuvo su licenciatura en 1972.
Posiblemente en septiembre de 1971 conoció al peruano Carlos Castañeda, de 45 años, quien acababa de publicar su segundo libro, A separate reality: further conversations with Don Juan.
El 1 de marzo de 1972, Regina Thal ―conocida como en ese entonces como Regine M. Steiner― se separó de hecho de su esposo Edward Steiner. El divorcio se hizo efectivo el 10 de abril de 1972 (Caso n.º SWD38436, de la Corte Suprema de Los Ángeles).
El 8 de septiembre de 1972, Regina Thal se licenció en Antropología en la UCLA.
En enero de 1974, el exesposo de Thal, Edward M. Steiner, falleció a los 44 años.
El 14 de junio de 1974, Regina Thal obtuvo una maestría en Antropología en la UCLA.
En abril de 1976, Regina Thal obtuvo su candidatura para un doctorado en el Departamento de Antropología de la UCLA. Solicitó permiso para viajar a la selva amazónica venezolana y hacer un trabajo de campo acerca de los curanderos indígenas.
Mientras estudiaba conoció a Castaneda y trabajó con él en el desarrollo de su pensamiento. En diciembre de 1977 abandonó el programa de posgrado sin obtener su doctorado (Ph. D.).
Además de trabajar en los libros de Castaneda, escribió varios libros acerca de la curación indígena, la brujería y el sueño lúcido.

## «Shabono»
En 1982 Florinda Donner publicó un libro, Shabono: a visit to a remote and magical world in the south american rain forest (‘Shabono: una visita a un mundo remoto y mágico en la selva tropical sudamericana’) llamado así por la palabra yanomami que significa ‘refugio’, que trata acerca de su vida entre los indios yanomami en la selva amazónica.
Aunque al principio el texto fue elogiado como un convincente relato acerca de la cultura yanomami, en 1983, estalló la controversia cuando un artículo en la revista American Anthropologist (‘el antropólogo estadounidense’) acusó a Donner de no haber creado un trabajo etnográfico original, sino de haber escrito un remiendo hecho de relatos etnográficos publicados anteriormente. Rebecca de Holmes, la autora de la crítica, señaló que era poco probable que Donner hubiera pasado alguna cantidad de tiempo entre los yanomami. Particularmente criticó a Donner por haber plagiado partes del relato biográfico de la brasileña Helena Valero, quien creció como cautiva entre los yanomami, sin el reconocimiento de haber prestado una gran parte de su historia de vida. Otro autor, D. Picchi, realizó otra crítica señalando que el libro no es válido como ciencia social debido a que no se trata de una descripción del pueblo yanomami sino de una autobiografía que presenta la experiencia personal y el desarrollo humano de Donner.
Otro crítico sospechaba que Donner podría haberse basado en varias películas etnográficas sobre los yanomami y argumentó que en ese caso su libro podría ser considerado un mero estudio interpretativo de los datos documentales visuales.
La validez de la crítica de De Holmes fue aceptada ampliamente por la comunidad antropológica. A pesar de que Donner en ninguna parte de su libro había afirmado que realmente había vivido entre los yanomami, utilizó el género de escritura etnográfica sin que su trabajo se basara en métodos antropológicos. Finalmente su antigua comisión de doctorado de la UCLA publicó una carta en el Newsletter of the American Anthropological Association (‘Boletín de la Asociación Estadounidense de Antropología’), en la que expresaron su incredulidad en la historia de Donner, afirmando que ella había estado presente en Los Ángeles durante el período en que supuestamente vivió entre los yanomami. Cuando se publicó el libro, no se habían dado cuenta de que la autora era su antigua doctoranda Regina M. Thal, debido a que había utilizado un seudónimo.
Más tarde algunos articulistas se preguntaron por qué este libro fue criticado por ser poco científico, cuando no tiene ninguna pretensión de cientificidad.
Combinada con la polémica generada por los escritos de Carlos Castaneda, la controversia sobre el libro de Donner contribuyó a que en los años ochenta se desatara una «crisis de representación» de la etnografía, representada por el movimiento Writing Culture (‘cultura de la escritura’). En la actualidad, el libro de Donner se considera generalmente «ficción inspirada en la antropología».

## Los años finales
El 4 de octubre de 1985, Regina Margarita Thal inició el trámite para cambiar su nombre por el de «Florinda Donner». Declara haber nacido en Amberg (Alemania).
El 14 de septiembre de 1993, Florinda Donner inicia el trámite en Santa Mónica (California) para cambiar su nombre por el de Florinda Donner Grau. Vuelve a declarar que nació en Amberg.
El 27 de septiembre de 1993, Florinda Donner se casó legalmente con Carlos Castaneda.
Dos días después, Carlos Aranha se casó en Las Vegas con Carol Muni Tiggs Alexander.
El 23 de junio de 1994, Florinda «Grau» se casó con Tracy Kramer (n. 1954) en Las Vegas. Según la licencia de matrimonio n.º C 540511, Florinda Grau afirmó haber nacido el 14 de febrero de 1954, en Venezuela, que este era su primer matrimonio, que su padre se llamaba Ray Rommel y había nacido en Alemania, y que su madre se llamaba Florinda Matus, nacida en Venezuela.
Carlos Castaneda había manifestado que los brujos no se enfermaban, y que él no moriría sino que, al igual que el protagonista de sus libros, Don Juan Matus, ardería desde dentro y se convertiría en una bola de luz que pasaría a otra dimensión. No cumplió su promesa: el 27 de abril de 1998 falleció, a los 72 años de edad, a causa de un cáncer de hígado diagnosticado un año antes. Ese mismo día fue cremado, y uno o dos días después se fueron de Los Ángeles sus acompañantes ―conocidas como «las Brujas»―: Florinda Donner-Grau (Regina Margarita Thal), Taisha Abelar (Maryann Simko), Nury Alexander (Patricia Partin), Kylie Lundahl y Talia Bey (Amalia Márquez). Ese mismo día se desconectaron sus teléfonos. Hasta la actualidad se desconoce su paradero, pero se presume que se suicidaron.
El esqueleto de Patricia Partin fue encontrado en el parque nacional del Valle de la Muerte e identificado en febrero de 2006.
En la secta de Castaneda se sigue diciendo que las Brujas «están viajando».

## Obras
- Shabono: a visit to a remote and magical world in the south american rain forest. Nueva York: Delacorte Press, 1982. ISBN 978-0-440-07828-9.
- The witch's dream: a healer's way of knowledge. Nueva York: Simon & Schuster, 1985. ISBN 978-0-671-55198-8.
- Being-in-dreaming: an initiation into the sorcerers' world. Nueva York: HarperCollins, 1992. ISBN 978-0-06-250192-9.